# Small Faces
Small Faces – brytyjski zespół rockowy z Londynu, założony w 1965. Do grupy początkowo należeli Steve Marriott, Ronnie Lane, Kenney Jones i Jimmy Winston, wraz z Ianem MacLaganem, który zamienił Winstona jako keyboardzista w 1966. Zespół był jednym z najbardziej uznanych i wpływowych grup mod w latach 60. XX w., wydając takie hity grupy jak „Itchycoo Park”, „Lazy Sunday”, „All or Nothing” i „Tin Soldier”, a także album Ogdens’ Nut Gone Flake. Przerodzili się później w jeden z najbardziej udanych zespołów psychodelicznych w Wielkiej Brytanii do 1969.

## Skład
- Steve Marriott – wokal, gitara
- Ronnie Lane – gitara basowa, wokal
- Kenny Jones – perkusja
- Jimmy Winston – instrumenty klawiszowe, gitara
- Ian McLagan – instrumenty klawiszowe, gitara, wokal

## Dyskografia

### Albumy
- Small Faces (1966)
- Small Faces (1967)
- Ogdens’ Nut Gone Flake (1968)
- Playmates (1977)
- 78 in the Shade (1978)